# 斎場御嶽

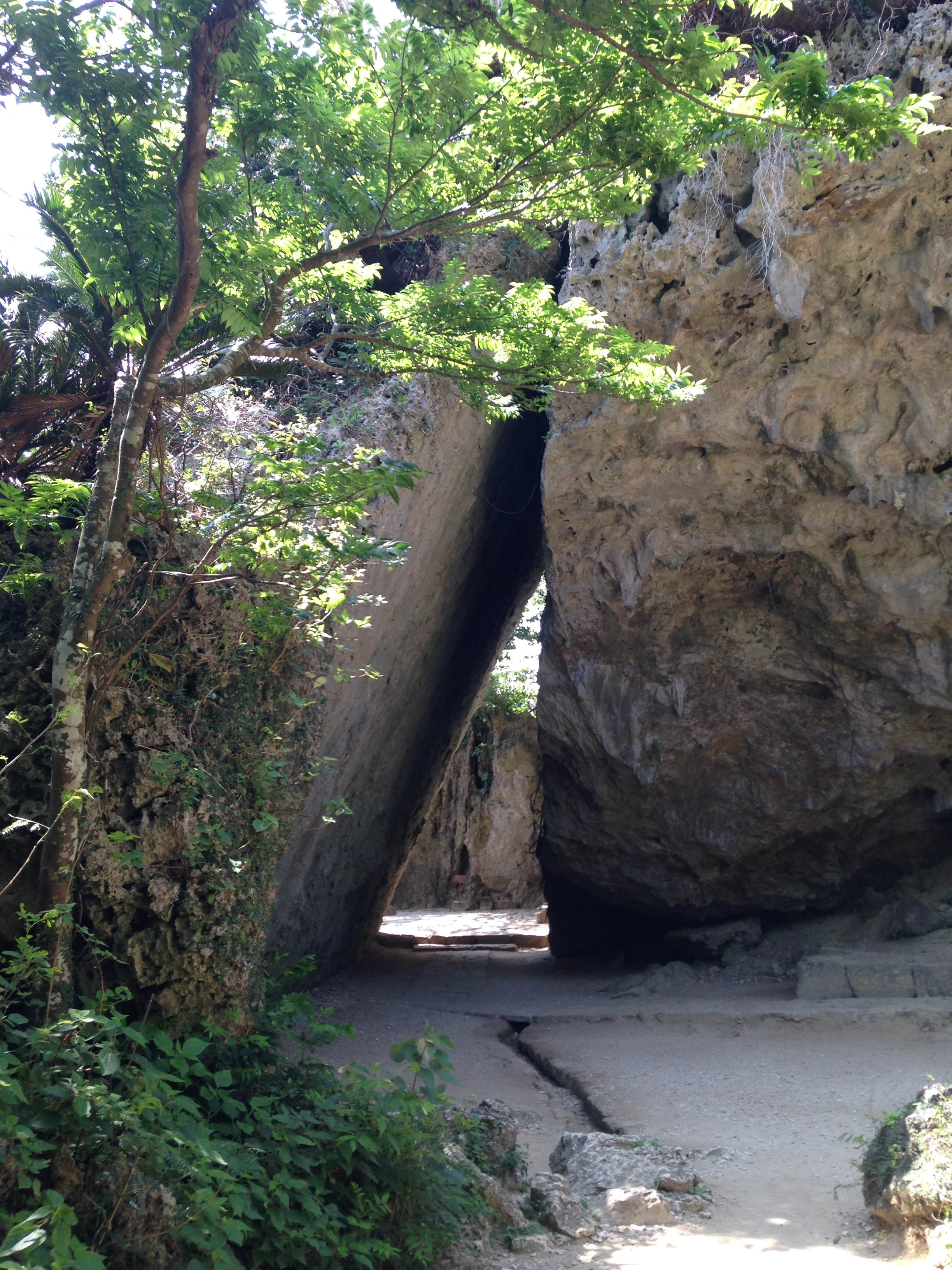
斎場御嶽、三庫理(さんぐぅい)

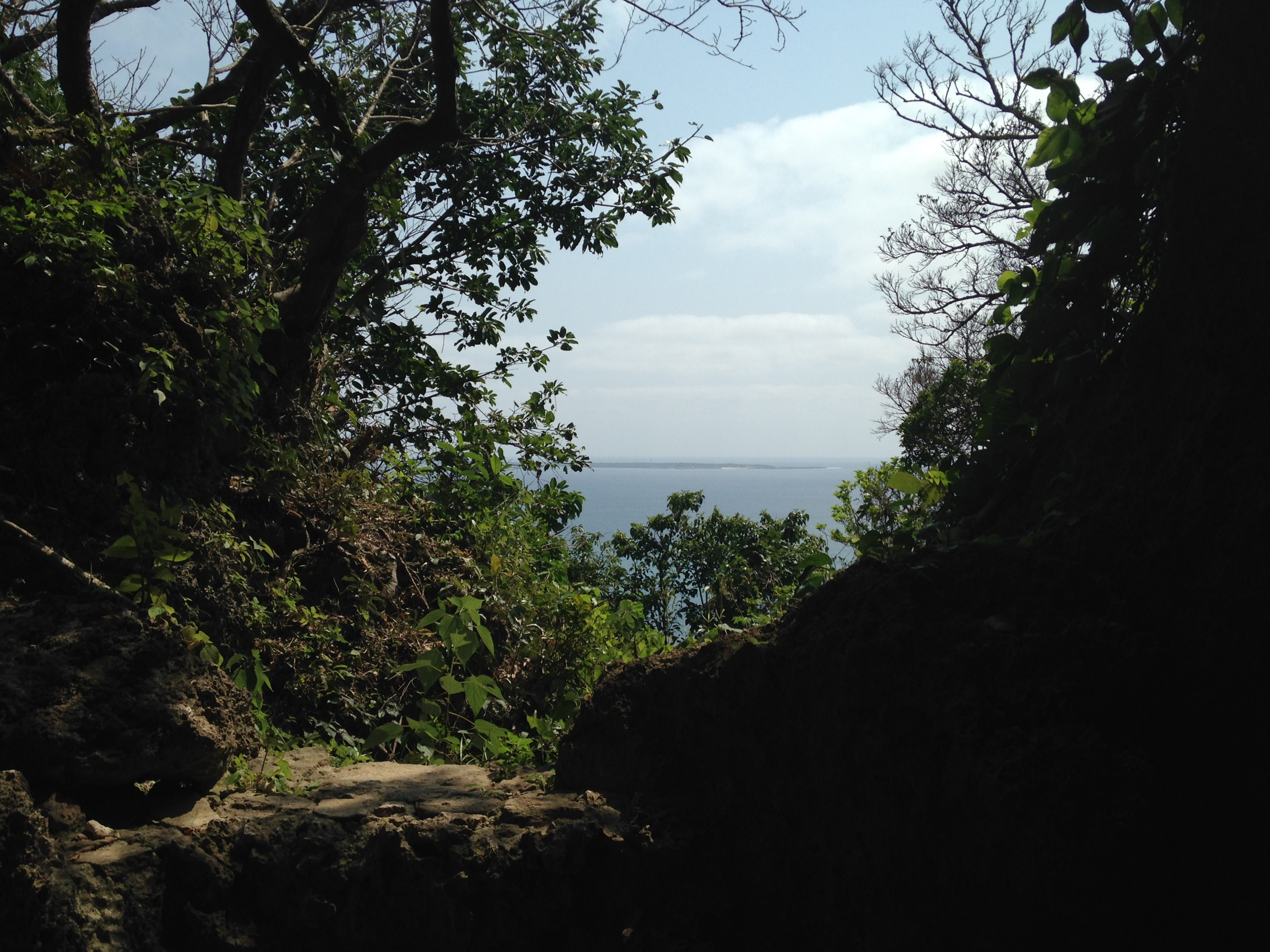
三庫理から眺む久高島

斎場御嶽（せーふぁーうたき／サイハノうたき）は沖縄県南城市知念にある史跡。15世紀-16世紀の琉球王国・尚真王時代の御嶽であるとされる。「せーふぁ」は「最高位」を意味し、「斎場御嶽」は「最高の御嶽」ほどの意味となり、これは通称である。正式な神名は「君ガ嶽、主ガ嶽ノイビ」という。

## 施設と伝承
敷地内には首里城内の施設名と同じ拝所が複数ある。
3つの拝所が集中する最奥部の三庫理（さんぐーい）には「チョウノハナ（京の華）」という最も格の高い拝所があり、クバの木を伝って琉球の創世神であるアマミクが降臨するとされる。
なお、三庫理からは王国開闢にまつわる最高聖地とされている久高島を遥拝することができるが、これについては史書には記述がない。これは、近世になって三庫理の岩壁の一角が崩れたことによるもので、かつての三庫理は三方を岩壁に囲まれた空間だった。なお、三庫理内部が立入禁止になったため、現在は久高島遥拝所も立ち入ることができない。

## 王国時代の斎場御嶽
文字通り王国最高の御嶽とされ、国家の最高神職である聞得大君が管理した。聞得大君の就任儀式「御新下り（おあらおり）」が行われた御嶽でもある。かつて琉球の御嶽はその全てが男子禁制であり、斎場御嶽では庶民は入口の御門口（うじょーぐち）を越えて進入することは許されず、国王であっても、御門口より先に入るには袂の合わせを女装に改める必要があったという。

## 文化的価値
2000年12月、首里城跡などとともに「琉球王国のグスク及び関連遺産群」としてユネスコの世界遺産（文化遺産）に登録された。また、国の史跡、沖縄県指定名勝にも指定されており、御嶽内で出土した陶磁器と勾玉などは「沖縄県斎場御嶽出土品」の名称で国の重要文化財（考古資料）に指定されている。
周囲の森林は沖縄本島南部におけるもっとも優れた森林の一つで、シダ植物やラン科植物などに珍しいものが多い。本島中南部は第二次世界大戦において被害を受けそれ以前の状態を残した場所がほとんどないが、この地域は戦災を免れた。しかし、いくつかの艦砲弾着弾跡があり、一つは見学道から見ることができる。2000年代以降御嶽周辺が整備され、森林に荒廃の様子が見られる。

## 観光地として
2007年7月1日より観覧が有料化された。

## その他
訪れる観光客の大幅増加により、石畳がすり減るようになったり、祈っている地元住民を無断で写真撮影するなどするマナー違反の観光客が増加したりしており問題となっている。このため地元の南城市では文化財保護を図るため、将来は男子禁制を徹底させることも検討している。
2021年4月5日、南城市は斎場御嶽の15基の香炉のうち、1基が行方がなくなり、別の石材に置き換えられたと発表した。犯人は窃盗容疑で逮捕され香炉も無事戻ってきたが、以前は内部にまで入ることができた三庫理が、立入禁止地域に設定されるなどの影響があった。